# Atlet AB
Atlet er en virksomhed, der fremstiller og markedsfører trucks til inden- og udendørs brug. Virksomheden leverer også serviceydelser i forbindelse med trucks og materialehåndtering, herunder logistikanalyse, uddannelse og service. Hovedkontoret, fremstillingsvirksomheden og undervisningslokalerne er beliggende i Mölnlycke lige uden for Göteborg i Sverige.
Atlet indgår i Nissan Forklift Co. Ltd., der har datterselskaber i Belgien, Danmark, Frankrig, Luxembourg, Norge, Sverige, Holland, Storbritannien, Tyskland og USA. Der er også forhandlere i yderligere 36 lande.
| Grundlagt          | 1958               |
| Grundlægger(e)     | Knut Jacobsson     |
| Hovedkontor        | Mölnlycke, Sverige |
| Dækningsområde     | 47 lande           |
| Driftsindtægter    | 1,8 mia. SEK       |
| Antal medarbejdere | ca. 1000           |
| Websted            | atlet.com          |

## Historie
Knut Jacobsson etablerede Elitmaskiner i Göteborg i 1958. Dengang fremstillede virksomheden kun trucks til indendørs brug. Elitmaskiner skiftede navn til Atlet i 1966.
Virksomheden begyndte med at fremstille håndpalletrucks. Omkring 1960 domineredes markedet af el-stablere og teleskoptrucks. Knut Jacobsson opfandt derefter gåstableren, der havde en løftekapacitet svarende til teleskoptruckenes, men kunne, takket være sine patenterede sidestablisatorer, anvendes i smallere gange.
I 70'erne begyndte Atlet at uddanne truckførere. Den tekniske udvikling fortsatte, med computersimulering af lagerstyringsløsninger, automatiske trucks og mobile terminalsystemer. Mellem 1988 og 1994 deltog Atlet endvidere i et udviklingsprojekt i samarbejde med læger og beskæftigelsesterapeuter. Dette resulterede i Tergo®, en teleskoptruck med ergonomiske løsninger, som f.eks. minirat og flydende armlæn.
I 2007 blev Atlet AB overtaget af Nissan Forklift, et datterselskab af Nissan Motor Company. Nissan Motor Company udskiller sin industrimaskinedivision og opretter et nyt selskab, "Nissan Forklift Co., Ltd.", med virkning fra 1. oktober 2010.